# Joanne Latham
Joanne Kandy Latham (nacida el 21 de marzo de 1961) es una ex-modelo inglesa. Sus medidas eran 90E-58-91.
Latham nació en Wolverhampton, Reino Unido. Después de estudiar ballet clásico durante nueve años, consiguió una beca en la Royal Ballet School. En una competición de baile, consiguió una petición para trabajar como modelo para Miss Selfridge. Esto le llevó al mundo de la moda y de los anuncios de televisión, donde se convirtió en un éxito instantáneamente. Apareció en la página 3 de The Sun y en el Daily Mirror, y ganó una gran cantidad de seguidores como modelo. En 1978, ATV hizo un documental llamado "A Model's Dream", en la serie England Their England. Después de una sesión fotográfica con el fotógrafo Patrick Lichfield, él estaba tan impresionado con ella que incluyó su foto en la portada interior de su libroThe Most Beautiful Women.
En 1979, las dos revistas más grandes para hombres, Playboy y Penthouse, lucharon en una batalla muy pública por sus primer fotos desnuda. Latham firmó un contrato con Bob Guccione y Penthouse, en el cual se le prometieron 70,000 libras por aparecer en la edición de su 10.º aniversario. Latham adornó diecinueve páginas de la revista. Esa edición hizo historia en Estados Unidos, vendiendo más en porcentaje de dólares que cualquier otra hasta la fecha, y obteniendo un beneficio de 18 millones de dólares. Después de un breve romance con Guccione, el contrato de Latham con Penthouse se terminó cuando ella se enamoró del hijo de Guccione. Se mudó de Nueva York a Los Ángeles y, brevemente, fue novia de Hugh Hefner, y vivió en la Mansión Playboy.[cita requerida] A principio de los años 80, Latham regresó a Inglaterra, a su hogar en Midland, en el pueblo de Tettenhall.
Latham apareció en la portada de Death Penalty, el álbum debut de la banda de NWOBHM, Witchfinder General. Fue lanzado en 1982 por Heavy Metal Records. Apareció en la portada de Friends of Hell, su segundo álbum, lanzado en 1983.
En 1982, Latham estuvo involucrada en un serio accidente de coche, después de haber abandonado su carrera de modelo para abrir su primer estudio de gimnasia en el Reino Unido. Su hija, Elizablue Nairi, nació en el sur de España en junio de 1985.
Años después, estudió Interpretación en el Birmingham Repertory Theatre, trabajando bajo la dirección de la Royal Shakespeare Company, e interpretó al personaje principal en una película financiada por el Gobierno.
En 1999, Latham se convirtió en profesora de yoga en el Centro Sivananda Yoga Vendanta en Nasáu, Bahamas. Desde entonces, ha continuado trabajando en las artes curativas. A pesar de haber recibido varias ofertas, se ha negado a escribir su biografía. Ha creado su propia beneficencia con su hija 'Blue', quien también es profesora de yoga y está estudiando para ser doctora de Ayurveda.